# Bernécourt
Bernécourt est une commune française située dans le département de Meurthe-et-Moselle en région Grand Est.

## Géographie
Village situé à l'embranchement des routes de Pont-à-Mousson à Saint-Mihiel, et de Thiaucourt à Toul, à 20 km de Toul et à 35 km de Nancy,

Fig. 1 - Bernécourt (ban communal).

D’après les données Corine Land Cover, le ban communal de 953 hectares comportait en 2011, 58.5 % de zones agricoles, 15 % de forêts 20% de prairies et 6.5 % de zones urbanisées.
Le territoire est arrosé par le Ruisseau de Bernecourt sur 2,23 km.
La commune fait partie du parc naturel régional de Lorraine.

### communes limitrophes
| Seicheprey               | Flirey      | Limey-Remenauville |
| Mandres-aux-Quatre-Tours | Bernécourt  | Noviant-aux-Prés   |
| Hamonville               | Grosrouvres | Noviant-aux-Prés   |

### Hydrographie

#### Réseau hydrographique
La commune est dans le bassin versant du Rhin au sein du bassin Rhin-Meuse. Elle est drainée par le ruisseau de Bernecourt,.

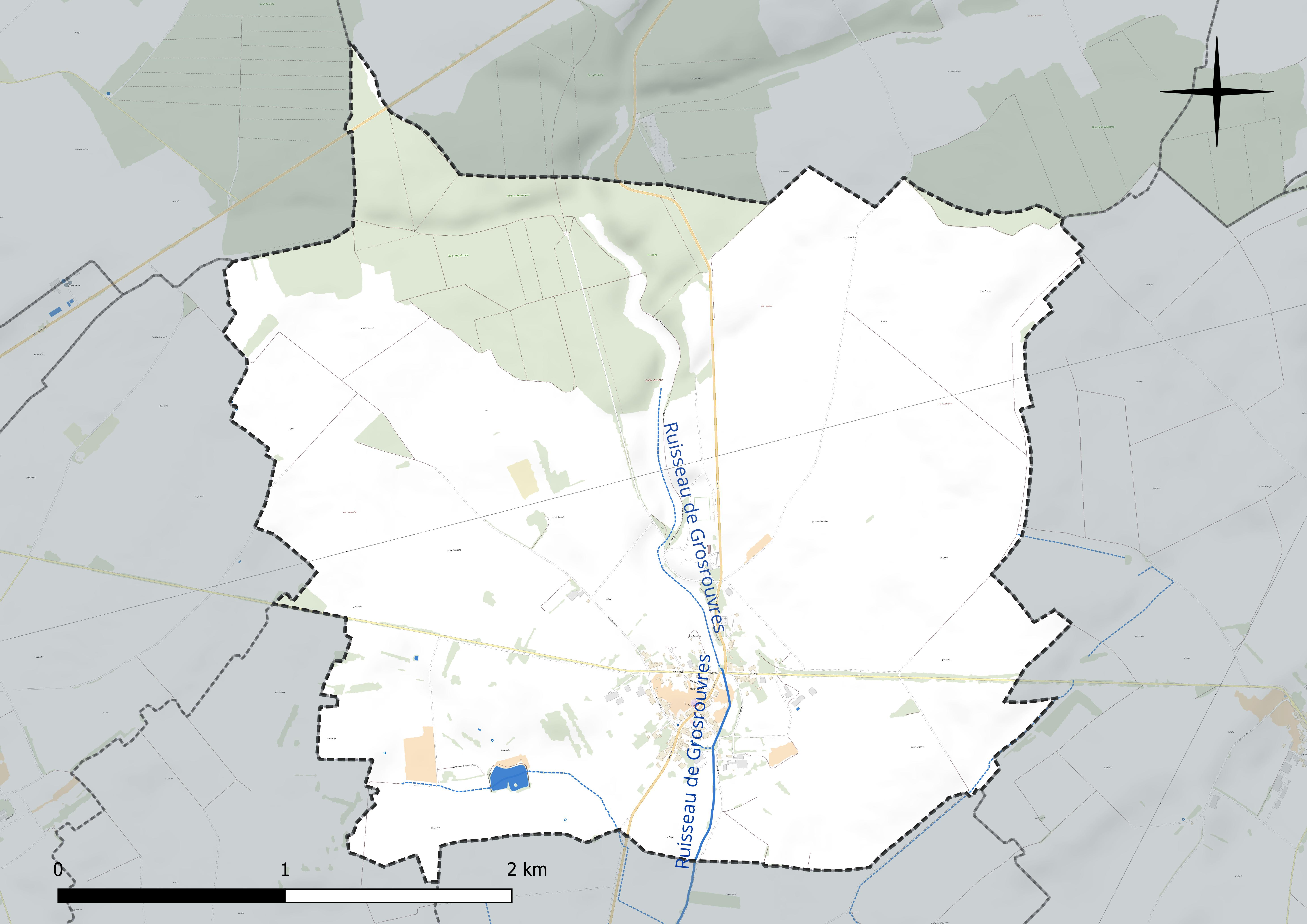
Réseau hydrographique de Bernécourt.

#### Gestion et qualité des eaux
Le territoire communal est couvert par le schéma d'aménagement et de gestion des eaux (SAGE) « Rupt de Mad, Esch, Trey ». Ce document de planification concerne les bassins versants du Rupt de Mad, de l’Esch et du Trey. Le périmètre a été arrêté le 2 juin 2014, la commission locale de l'eau (CLE) a été créée le 20 juin 2017, puis modifiée le 26 mars 20210. La structure porteuse de l'élaboration et de la mise en œuvre est le Parc naturel régional de Lorraine. 
La qualité des cours d’eau peut être consultée sur un site dédié géré par les agences de l’eau et l’Agence française pour la biodiversité. 

### Climat
Pour des articles plus généraux, voir Climat du Grand Est et Climat de Meurthe-et-Moselle.
En 2010, le climat de la commune est de type climat des marges montargnardes, selon une étude du Centre national de la recherche scientifique s'appuyant sur une série de données couvrant la période 1971-2000. En 2020, Météo-France publie une typologie des climats de la France métropolitaine dans laquelle la commune est dans une zone de transition entre le climat océanique altéré et le climat océanique altéré et est dans la région climatique  Lorraine, plateau de Langres, Morvan, caractérisée par un hiver rude (1,5 °C), des vents modérés et des brouillards fréquents en automne et hiver. 
Pour la période 1971-2000, la température annuelle moyenne est de 9,5 °C, avec une amplitude thermique annuelle de 16,9 °C. Le cumul annuel moyen de précipitations est de 841 mm, avec 11,9 jours de précipitations en janvier et 9,2 jours en juillet. Pour la période 1991-2020, la température moyenne annuelle observée sur la station météorologique de Météo-France la plus proche, « Nonsard », sur la commune de Nonsard-Lamarche à 11 km à vol d'oiseau, est de 10,7 °C et le cumul annuel moyen de précipitations est de 690,8 mm. 
La température maximale relevée sur cette station est de 40,1 °C, atteinte le 25 juillet 2019 ; la température minimale est de −17 °C, atteinte le 1er mars 2005,,. 
Les paramètres climatiques de la commune ont été estimés pour le milieu du siècle (2041-2070) selon différents scénarios d'émission de gaz à effet de serre à partir des nouvelles projections climatiques de référence DRIAS-2020. Ils sont consultables sur un site dédié publié par Météo-France en novembre 2022.

## Urbanisme

### Typologie
Au 1er janvier 2024, Bernécourt est catégorisée commune rurale à habitat dispersé, selon la nouvelle grille communale de densité à sept niveaux définie par l'Insee en 2022.
Elle est située hors unité urbaine et hors attraction des villes,.

### Occupation des sols
L'occupation des sols de la commune, telle qu'elle ressort de la base de données européenne d’occupation biophysique des sols Corine Land Cover (CLC), est marquée par l'importance des territoires agricoles (77,8 % en 2018), en diminution par rapport à 1990 (80,7 %). La répartition détaillée en 2018 est la suivante : terres arables (58,5 %), prairies (19,3 %), forêts (15,2 %), zones urbanisées (6,9 %). L'évolution de l’occupation des sols de la commune et de ses infrastructures peut être observée sur les différentes représentations cartographiques du territoire : la carte de Cassini (XVIIIe siècle), la carte d'état-major (1820-1866) et les cartes ou photos aériennes de l'IGN pour la période actuelle (1950 à aujourd'hui).

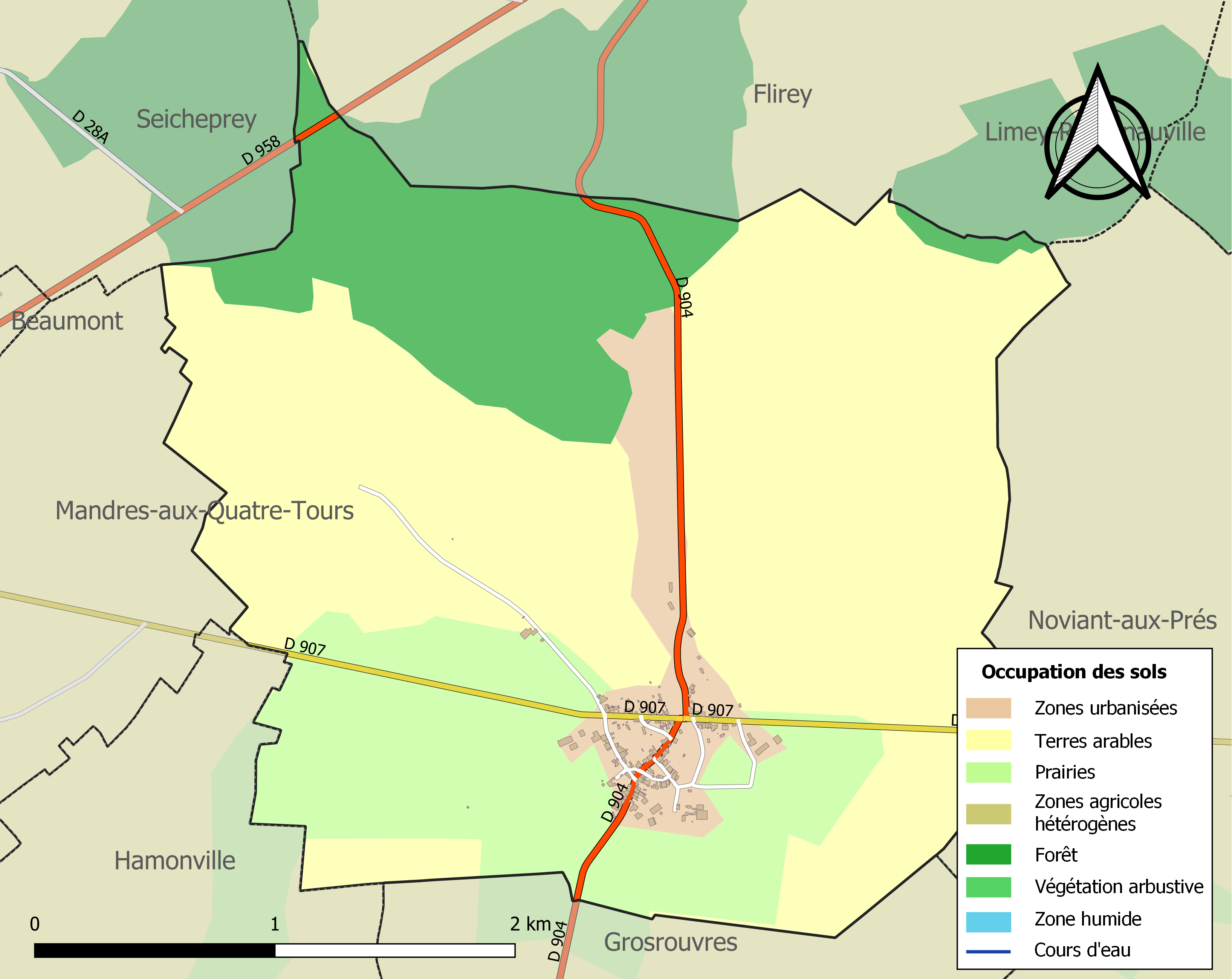
Carte des infrastructures et de l'occupation des sols de la commune en 2018 (CLC).

## Toponymie
Bernaicuria (1120/1163), Breneincourt (1322), Brenaincourt (1339), Brenaicuria et Brenaicourt (1370), Brenécourt (1421),  Breneicourt (1441), Breneycourt (1551), Berneycourt-Belle-Fontaine (1588), Beurnecourt-Belle-Fontaine ou Bernecourt (1719), Bernecourt (1793), sont les différentes graphies recensées par le Dictionnaire topographique de la France.
Pour l'étymologie, à comparer à Bennecourt dans les Yvelines (Bernencurtis autrefois)[réf. nécessaire].

## Histoire
Le répertoire archéologique du comte Beaupré mentionne le signalement de E. D. Olry de ruines au lieu-dit Devant le bois de Vassogne (Voisogne, Vouassagne), et à la Monnerie sur la commune voisine de Flirey, néanmoins les éventuelles traces d'occupations anciennes sur le territoire de Bernécourt n'ont pas encore été découvertes (ou ont été détruites au fil des évènements de l'histoire).
Toutefois la vie du village a laissé des traces dans les archives, que les historiens nous rapportent ainsi :

En 1322, Pierresson Delomet, dit Froideaux, cède au comte de Bar des revenus qu'il a à Bernécourt, puis, plus tard 
« En 1536, le duc Antoine établit à Bernécourt deux foires l'année, le 1er mai, et le  25 novembre, et un marché chaque jeudi de la semaine ; de plus, il affranchit, pendant trois ans, ces foires et marchés des droits de vente et tonlieu qui se payaient aux foires de Pont-à-Mousson, à condition toutefois que les habitants de Bernécourt participent à l'entretien de la halle de Pont-à-Mousson.
En 1588, les habitants de Bernécourt demandèrent au duc Charles III et en obtinrent la permission de fermer leur village de portes et murailles Le duc de Lorraine, après avoir envoyé sur les lieux, pour lui faire son rapport, le sieur de La Ferté, avec un ingénieur choisi par ce dernier, fit droit à la double requête des habitants de Bernécourt et leur permit de clore et d'environner leur village de fossés, murailles, portes et porteries, d'après le plan qui leur en fut montré.
En 1619, le duc Henri érige en fief, en faveur de Charles Nicolas, sieur de Lorry, une maison que celui-ci possédait près du village de Bernécourt, laquelle était bâties et dressée en forme de château, environnée de hautes murailles et fortifiée aux quatre coins de quatre tours dont la toiture est en forme de pyramide. »

Lepage estime qu'il s'agit très probablement  du fief de Gorge-Salée, dont parle Maillet dans son Pouillé du Barrois. L'histoire explique ainsi la forme des divisions parcellaires de la commune qui représente en zonage cadastral (ZONE ZR fig 1 - ban communal) le tracé des anciens murs du village.
Le fief de Bernécourt releva ensuite du marquisat de Pont-à-Mousson. Il devint en 1719 le siège d'une baronnie.La commune fut en 1790 le chef-lieu d'un canton dépendant du district de Pont-à-Mousson.

### Époque contemporaine
L'abbé Grosse précise dans son ouvrage, vers 1836, au sujet de la commune de Bernécourt :
« Elle possède une brigade de gendarmerie à cheval, logée dans une caserne qui fut bâtie sous le règne de Louis XV, en 1761. Le village est aussi un lieu d'étape, et aux fameuses journées de Juillet 183o, plusieurs régiments de cavalerie, du camp de Lunéville, stationnèrent longtemps près de celte commune avant de se rallier à la révolution (de 1830) »
- Dommages au cours de la guerre 1914-1918.

## Politique et administration
| Période                                  | Période  | Identité            | Étiquette | Qualité                              |
| ---------------------------------------- | -------- | ------------------- | --------- | ------------------------------------ |
| Les données manquantes sont à compléter. |          |                     |           |                                      |
| mars 2001                                | mai 2020 | Daniel Buvet        |           | Retraité                             |
| mai 2020                                 | En cours | Claude Marie Leroy, |           | Agriculteur sur moyenne exploitation |

## Population et société

### Démographie
L'évolution du nombre d'habitants est connue à travers les recensements de la population effectués dans la commune depuis 1793. Pour les communes de moins de 10 000 habitants, une enquête de recensement portant sur toute la population est réalisée tous les cinq ans, les populations de référence des années intermédiaires étant quant à elles estimées par interpolation ou extrapolation. Pour la commune, le premier recensement exhaustif entrant dans le cadre du nouveau dispositif a été réalisé en 2008.

En 2022, la commune comptait 175 habitants, en évolution de −4,37 % par rapport à 2016 (Meurthe-et-Moselle : −0,13 %, France hors Mayotte : +2,11 %).
| 1793 | 1800 | 1806 | 1821 | 1831 | 1836 | 1841 | 1846 | 1851 |
| ---- | ---- | ---- | ---- | ---- | ---- | ---- | ---- | ---- |
| 217  | 238  | 190  | 189  | 236  | 284  | 292  | 298  | 310  |

| 1856 | 1861 | 1872 | 1876 | 1881 | 1886 | 1891 | 1896 | 1901 |
| ---- | ---- | ---- | ---- | ---- | ---- | ---- | ---- | ---- |
| 330  | 353  | 327  | 315  | 310  | 312  | 335  | 311  | 292  |

| 1906 | 1911 | 1921 | 1926 | 1931 | 1936 | 1946 | 1954 | 1962 |
| ---- | ---- | ---- | ---- | ---- | ---- | ---- | ---- | ---- |
| 310  | 289  | 189  | 221  | 202  | 232  | 231  | 264  | 232  |

| 1968 | 1975 | 1982 | 1990 | 1999 | 2006 | 2008 | 2013 | 2018 |
| ---- | ---- | ---- | ---- | ---- | ---- | ---- | ---- | ---- |
| 190  | 155  | 177  | 187  | 181  | 172  | 170  | 186  | 176  |

| 2022 | - | - | - | - | - | - | - | - |
| ---- | - | - | - | - | - | - | - | - |
| 175  | - | - | - | - | - | - | - | - |

## Économie
Les historiens s'accordent à décrire une économie essentiellement agricole et modestement viticole,  au XIXe siècle :
« Surf. territ. : 937 hect. 750 en terres lab., 24 en prés, 1 en vignes, 122 en bois ; le reste en jardins, chènevières, etc. L'hectare semé en blé peut rapporter 15 hectol., en orge 18, en seigle 15, en avoine 20 ; planté en vignes 70 ; on y sème très-peu d'orge et de seigle. Les chevaux et les bêtes blanches sont l'espèce dominante de bestiaux.»

### Secteur primaire ouAgriculture
Le secteur primaire comprend, outre les exploitations agricoles et les élevages, les établissements liés à l’exploitation de la forêt et les pêcheurs.
D'après le recensement agricole 2010 du ministère de l'Agriculture (Agreste), la commune de Bernécourt était majoritairement orientée sur la polyculture et le poly-élevage (auparavant même production) sur une surface agricole utilisée d'environ 854 hectares (surface cultivable communale) en légère baisse depuis 1988 - Le cheptel en unité de gros bétail s'est réduit de 905 à 544 entre 1988 et 2010. Il n'y avait plus que 10 exploitations agricoles ayant leur siège dans la commune employant 15 unités de travail.

## Culture locale et patrimoine

### Lieux et monuments
- Château XVIIe siècle.
- Lavoir monumental XIXe siècle.
- Église Saint-Georges, reconstruite après 1918.

### Personnalités liées à la commune
Nadine Morano a résidé quelque temps à Bernécourt en compagnie de son mari et de ses 3 enfants.

### Héraldique, logotype et devise
| Blason de Bernécourt | Blason  | De gueules, à trois bandes d'argent ; au chef d'or chargé de trois croisettes pommetées au pied fiché d'azur. |
| Blason de Bernécourt | Détails | La commune a adopté les armes de Claude Guérin, premier seigneur du lieu.                                     |

- La commune a adopté les armes de Claude Guérin, premier seigneur du lieu. Celui-ci porte "de gueules, à trois bandes d'argent ; au chef d'or chargé de trois croisettes pommetées au pied fiché d'azur".